# Season’s Greetings
Season’s Greetings (с англ. — «С праздниками») — кавер-альбом японского музыканта Тацуро Ямаситы, выпущенный 18 ноября 1993 года. Является праздничным альбомом, несмотря на то что некоторые песни не имеют отношения к Рождеству или Новому году.
Альбом включает английскую версию наиболее известной песни Ямаситы — «Christmas Eve». Слова к ней написал Алан О’Дэй.

## Список композиций
| №   | Название                                                            | Длительность |
| --- | ------------------------------------------------------------------- | ------------ |
| 1.  | «Acappella Variation on a Theme by Gluck» (Кристоф Виллибальд Глюк) | 0:49         |
| 2.  | «Bella Notte» (Пегги Ли, Сонни Берк)                                | 3:50         |
| 3.  | «Be My Love» (Николас Бродский, Сэмми Кан)                          | 3:40         |
| 4.  | «Angels We Have Heard on High»                                      | 1:00         |
| 5.  | «Smoke Gets in Your Eyes» (Отто Харбах, Джером Керн)                | 3:08         |
| 6.  | «Silent Night» (Франц Ксавьер Грубер, Йозеф Мор)                    | 1:09         |
| 7.  | «My Gift to You» (Джеймс Харрис III и Терри Льюис)                  | 4:05         |
| 8.  | «It’s All in the Game» (Карл Сигман, Чарлз Гейтс Дауэс)             | 3:23         |
| 9.  | «Just a Lonely Christmas» (Харви Фукуа, Алан Фрид)                  | 2:24         |
| 10. | «Happy Holiday» (Боб Стонтон)                                       | 2:20         |
| 11. | «Blue Christmas» (Билли Хейс, Джей Джонсон)                         | 2:46         |
| 12. | «White Christmas» (Ирвинг Берлин)                                   | 2:23         |
| 13. | «Christmas Eve» (Тацуро Ямасита, Алан О’Дэй)                        | 4:13         |
| 14. | «Have Yourself a Merry Little Christmas» (Хью Мартин, Ральф Блейн)  | 2:48         |
| 15. | «O Come All Ye Faithful» (Джон Фрэнсиc Уэйд)                        | 0:53         |

| №   | Название                                                   | Длительность |
| --- | ---------------------------------------------------------- | ------------ |
| 16. | «White Christmas» (версия Happy Xmas Show!)                | 2:26         |
| 17. | «We Wish You a Merry Christmas»                            | 0:47         |
| 18. | «Jingle Bell Rock» (концертная версия [Джо Бил, Джим Бут]) | 2:24         |
| 19. | «O Little One Sweet»                                       | 0:49         |
| 20. | «Jingle Bell Rock» (версия Happy Xmas Show! [Бил, Бут])    | 2:21         |
| 21. | «It’s All in the Game» (концертная версия [Сигман, Дауэс]) | 5:36         |
| 22. | «Joy to the World»                                         | 0:37         |

## Чарты и сертификация
| Чарт Oricon                  | Высшая позиция |
| ---------------------------- | -------------- |
| Еженедельный чарт (1993)     | 4              |
| Еженедельный чарт (2013)     | 11             |
| Годовой итоговый чарт (1994) | 54             |

| Страна | Сертификация | Продажи |
| ------ | ------------ | ------- |
| Япония | Платиновый   | 392 000 |